# Hawk-Eye

Diagram för ett optiskt sensorsystem som upptäcker om det har blivit mål.

Hawk-Eye är ett datorprogram som registrerar och genom återuppspelning på TV-skärm visualiserar en bolls bana och läge i förhållande till mållinjen (fotboll) eller spelplanens begränsningslinjer (tennis) och motsvarande inom idrotter som exempelvis snooker och cricket. Systemet fungerar som officiellt hjälpmedel för att objektivt avgöra annars tveksamma domslut enligt samma principer som traditionella målfoton.          
Hawk-Eye är utvecklat av ett brittiskt företag grundat 2001, Hawk-Eye Innovation som 2008 har cirka 40 heltidsanställda tekniker och ett flertal frilansande tekniker knutna till företaget. Lokalerna ligger i Colden Common nära Winchester, England. 
Från och med säsongen 2013/2014 används systemet i engelska Premier League. 

## Teknik
Grunden till Hawk-Eye-systemet lades 1999 genom utvecklingsinsatser ledda av Paul Hawkins finansierade av brittiska The Television Corporation. System användes första gången för cricket genom att visualisera den projicerade bollbanan för TV-tittarna.  
Systemen baseras på bilder från minst fyra höghastighets-videokameror som placeras på olika ställen runt spelplanen. Systemen databehandlar videoinformationen och beskriver grafiskt med rörliga bilder på TV-skärmen bollbana och läge i förhållande till spelplanens linjer eller mållinje. Detta möjliggörs genom att systemen med stor noggrannhet kalkylerar bollens 3-dimensionella position vid varje tidpunkt genom jämförelse av information från minst 2 separata kameror. Bilderna kan i omedelbar anslutning till varje spelad boll visas för spelare, domare, publik runt banan och för TV-tittare.
Systemen kan också lagra statistisk information om enskilda spelare, bollarnas träffmönster i banan och annat.

## Användningsområden

### Fotboll
Den 5 juli 2012 beslöt fotbollens regelorgan International Football Association Board att godkänna användandet av tecknologin och principgodkände två system, GoalRef och Hawk-Eye. Därefter har ytterligare två system, CAIROS och Goalcontrol, blivit godkända.
Den 11 april 2013 godkändes Hawk Eye-systemet för användning i Premier League från och med säsongen 2013/2014. Systemet använder sju kameror vid vardera målbur och används enbart för att vid behov avgöra om bollen passerat mållinjen eller ej. 

### Badminton
System användes första gången 2014 som domarassistans ungefär som i tennis.

### Cricket
System användes första gången 2001 för cricket genom att visualisera den projicerade bollbanan för TV-tittarna under The Ashes.  

### Snooker
System används ibland för TV:s skull, dock inte för att domarnas skull.

### Tennis
Hawk-Eye-systemet användes första gången 2002 av BBC till en Davis Cup-match. Systemet användes 2003 första gången i Grand Slam-sammanhang (Australiska öppna). 
Systemet fick 2004 BCS Technology Award och godkändes 2005 av ITF, ATP och WTA efter omfattande praktiska tester av systemets noggrannhet. Säsongen 2006 fick spelarna för första gången själva möjlighet att utmana linjedomslut med hjälp av systemet. Säsongen 2008 har spelarna rätt till tre inkorrekta utmaningar per set och ytterligare ett vid tiebreak.
Systemet har snabbt blivit populärt bland TV-tittare som följer de större tennisturneringarna och har efter initial tvekan från flera professionella spelare i allt större omfattning vunnit acceptans bland dessa. Tveksamheterna berodde på ett antal möjliga feldomslut via systemet som visade bollavtrycket som runt i stället för som ovalt, men som i de senare versionerna blivit korrigerat. 
Säsongen 2008 används Hawk-Eye i Grand-slamturneringarna utom Franska öppna, eftersom bollen i gruset lämnar tydliga lättydda avtryck. Systemet finns ändå i Franska öppna för att samla intressant statistiskt material från matcherna. Systemet används också inom ATP-touren i ATP Masters-turneringarna och inom WTA-touren i Tier I-turneringarna. 
Tillverkarna av Hawk-Eye anger att systemet för tennis har ett medelfel på 3,6 mm vilket motsvarar ungefär 5 % av bollens diameter.